# Tillefonne
De Tillefonne (ook Tillefonnepaad) is een eeuwenoud kerkenpad in de omgeving van Workum.

## Beschrijving
De Tillefonne is een kerkenpad naar de Grote of Sint-Gertrudiskerk van Workum. Het pad werd in 1560 al Tillefonne genoemd. De naam is een samenvoeging van twee afzonderlijke woorden tille en fonne. In het Fries betekenen deze woorden bruggetje en weiland voor kalveren. Het kerkenpad loopt van de oude Zuiderzeedijk ten noordwesten van Workum dwars door de weilanden over een achttal bruggetjes naar Workum. Daar komt het uit bij een zijsteegje - de Tillefonnestege - van de Noard, nabij de Merk met de Sint-Gertrudiskerk.

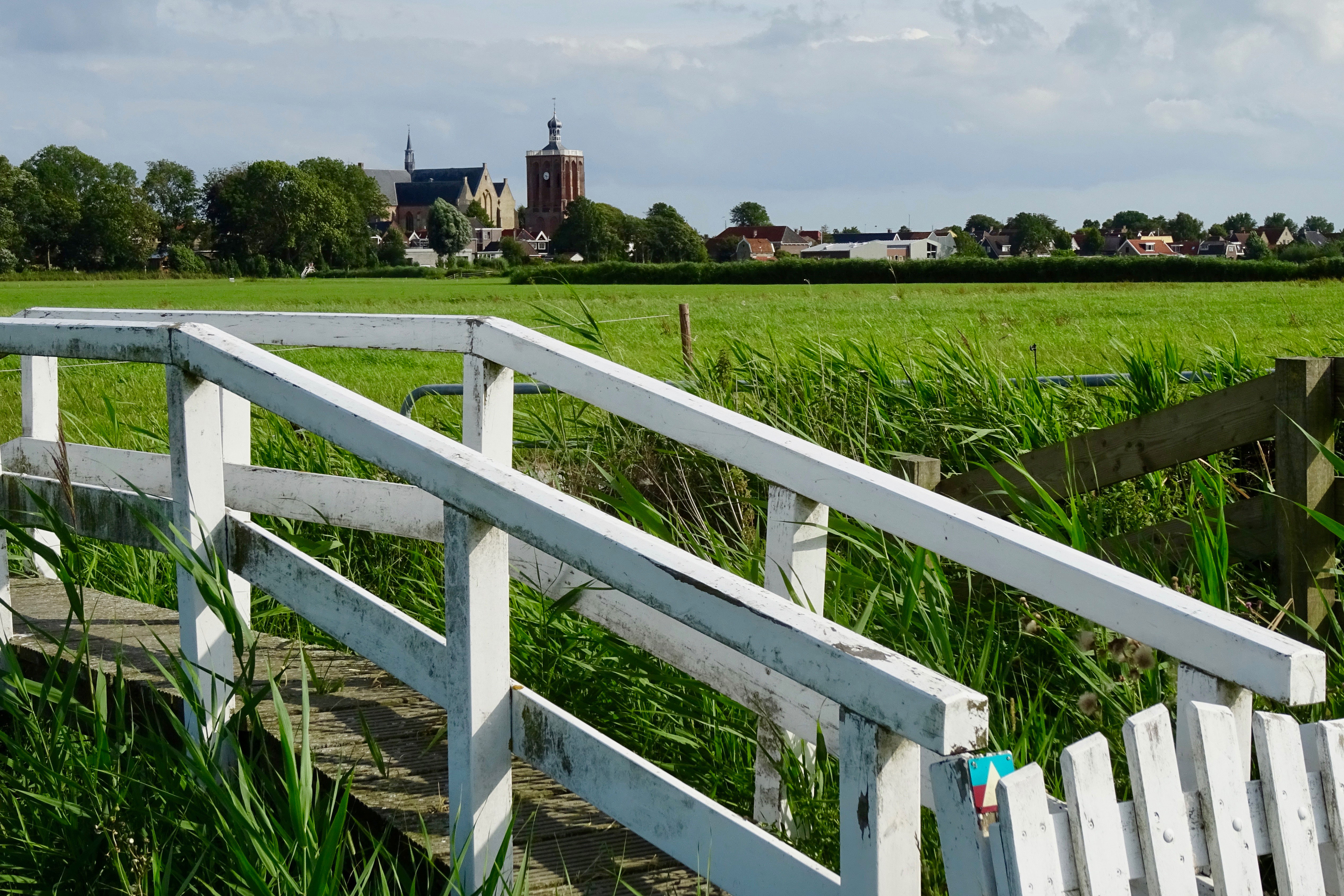
circa 700 meter van de Sint-Gertrudiskerk in Workum
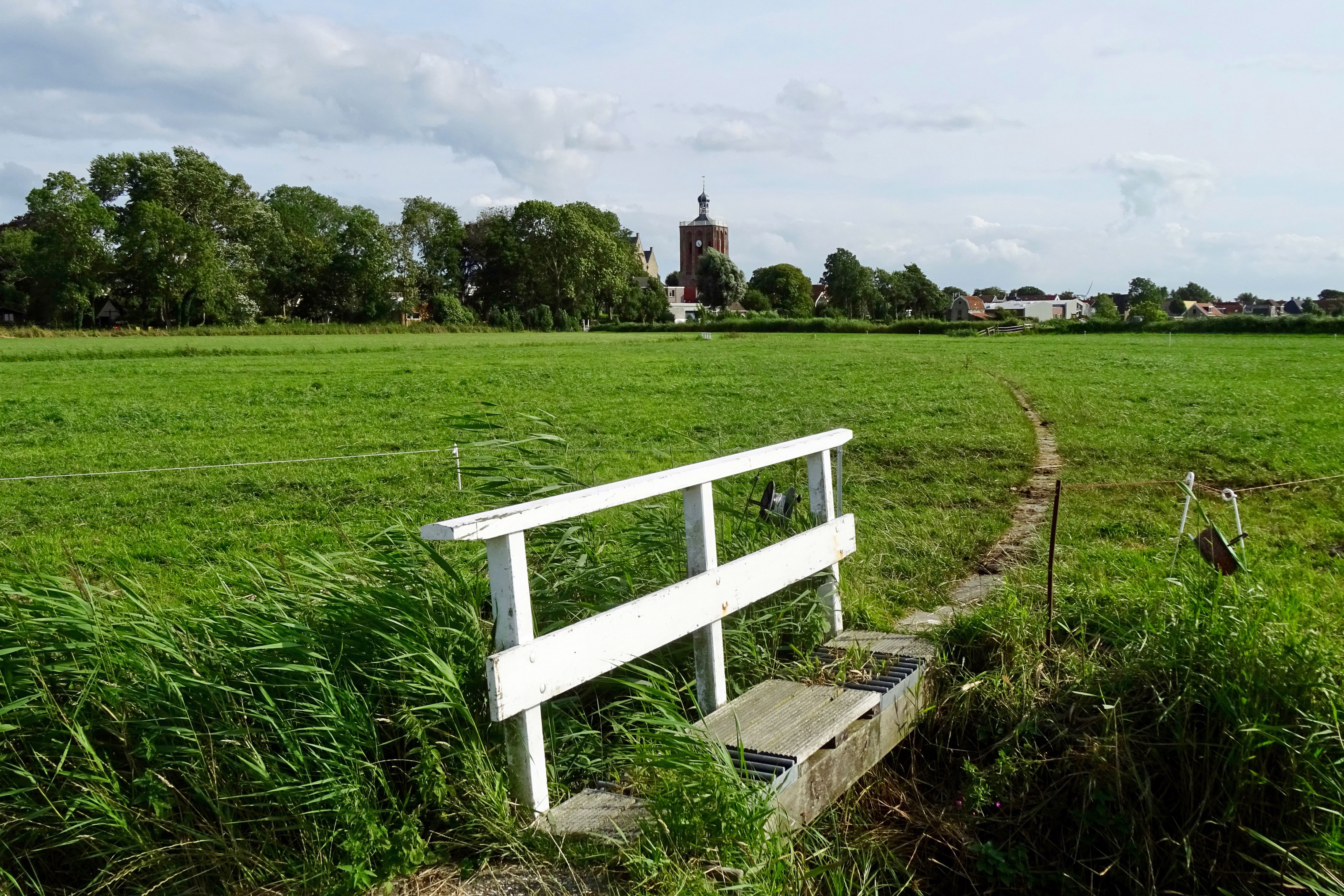
circa 400 meter van de Sint-Gertrudiskerk in Workum
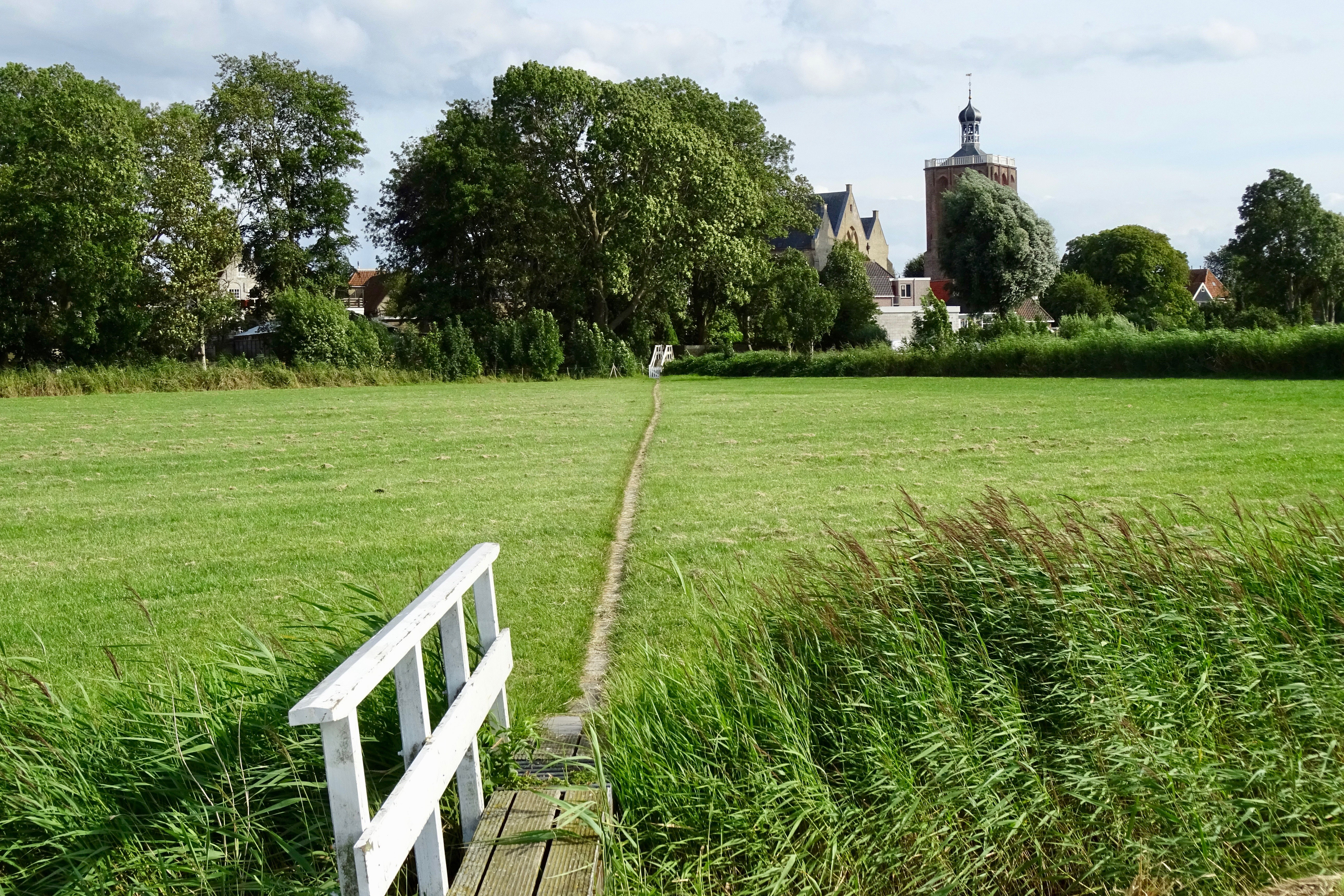
circa 300 meter van de Sint-Gertrudiskerk in Workum
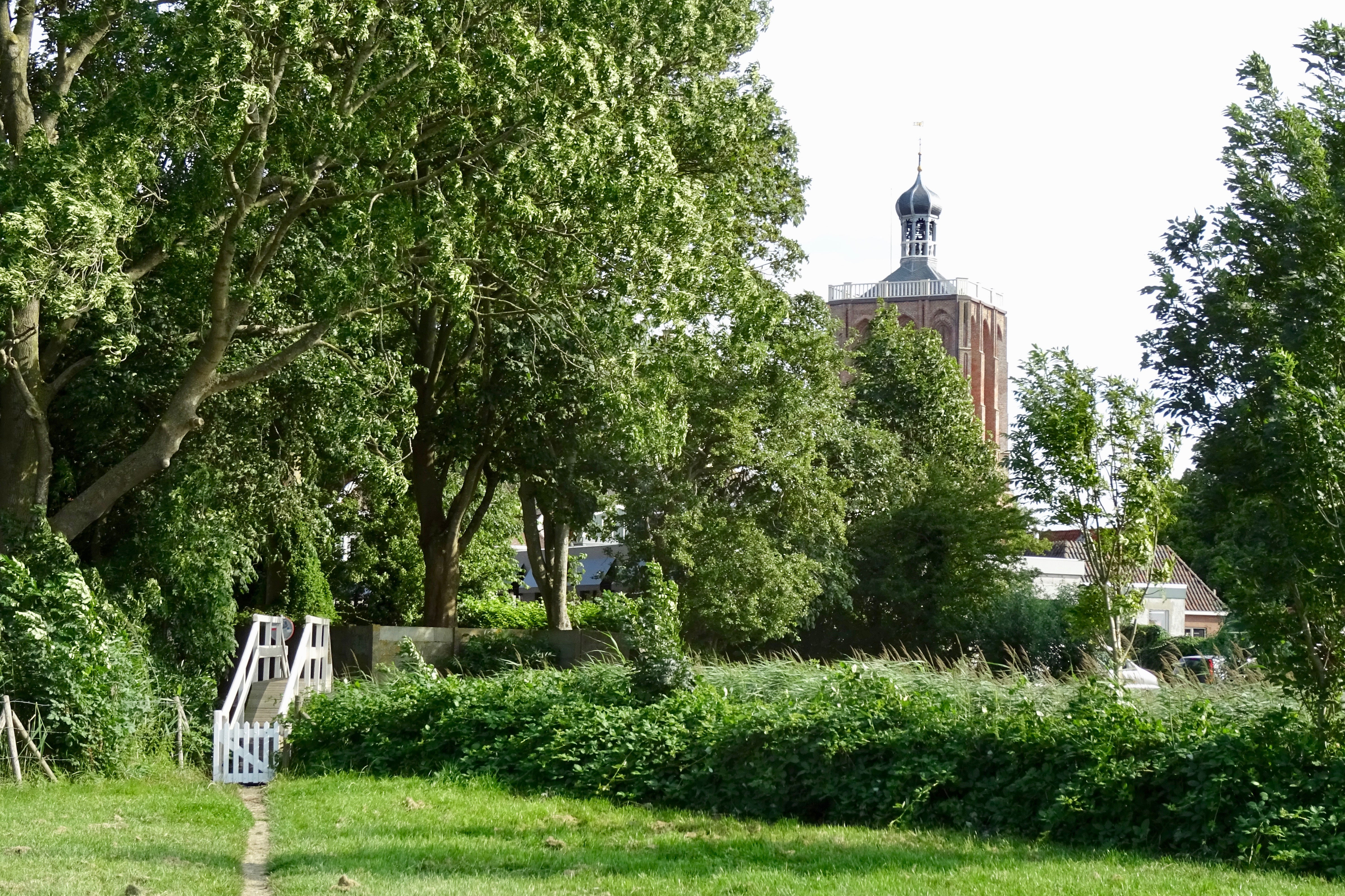
circa 250 meter van de Sint-Gertrudiskerk in Workum